# Wildau järnvägsstation
Wildau  järnvägsstation är en station för Berlins pendeltåg.  Linjen S46 trafikerar stationen i riktning mot Westend samt mot Königs Wusterhausen. Linjen S8 trafikerar stationen i riktning mot Birkenwerder.